# Ridley Hall
Ridley Hall est une maison de campagne du XVIIIe siècle, aujourd'hui un centre résidentiel et de conférence, à Bardon Mill, dans le Northumberland. Il s'agit d'un bâtiment classé Grade II.

## Histoire

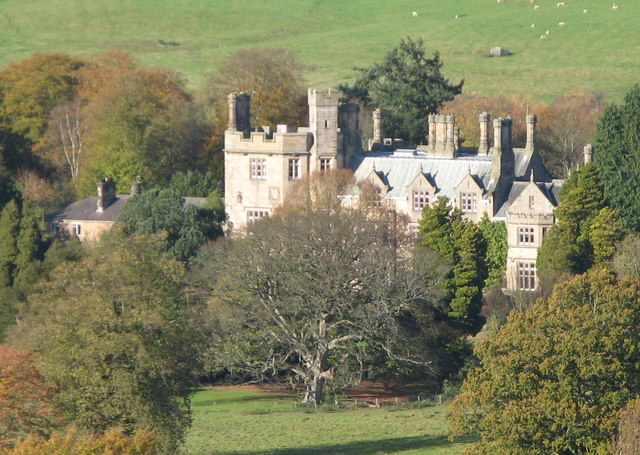
Ridley Hall

Une maison du XVIe siècle sur le site appartenait à la famille Ridley de Willimoteswick. Elle est acquise par la famille Lowes à la fin du XVIIe siècle et remplacée en 1743 par un nouveau manoir géorgien.
La mort en 1795 de John Lowes (haut shérif de Northumberland en 1790) est suivie de celle de son fils William Cornforth Lowes en 1810 et de son frère en 1812, et en 1818 la maison est vendue à Thomas Bates de Halton Castle, Northumberland.
En 1830, John Davidson (haut shérif en 1839), cousin et bénéficiaire du testament de William Cornforth Lowes, achète la maison et apporte des améliorations substantielles à la propriété. Il épouse Susan Jessup, fille du 9e comte de Strathmore et Kinghorne, qui, à sa mort, lègue le domaine au collectionneur d'art John Bowes, fils de son frère John Bowes, 10e comte de Strathmore et Kinghorne.
La maison est reconstruite avec un nouveau bloc principal de style néo-Tudor en 1891 par l'architecte Horatio Adamson pour Frances Bowes-Lyon. L'aile ouest du XVIIIe siècle devient l'aile des domestiques.
La famille Bowes-Lyon n'y réside pas souvent et au XXe siècle, la maison est vendue au révérend EA Evans et transformée en école préparatoire Saint-Nicolas. En 1961, elle s'associe à l'école préparatoire Hillbrow de Haltwhistle à proximité, et le révérend EA Evans prend sa retraite. Elle est rebaptisée Hillbrow-St Nicolas pendant une courte période. En 1967, le manque d'effectifs entraine la fermeture de l'école. Le bâtiment est ensuite loué par le Northern Counties College de Long Benton, Newcastle upon Tyne et transformé en école de formation d'enseignants pour les étudiants de première année.
La maison est maintenant l'internat de la Haydon Bridge High School, l'un des rares internats publics. Les étudiants qui vivent à Otterburn ou au-delà restent à Ridley Hall pendant les cours, la plupart rentrant chez eux le week-end.
Ridley Hall est situé sur un domaine de trente-trois acres comprenant des bois, des terrains de jeux et des jardins avec pelouse. Le domaine borde les Allen Banks, un jardin victorien situé dans une gorge de la rivière Allen et appartenant au National Trust. 